# Pornologie
 (mai 2010).
La pornologie est un néologisme de Gilles Deleuze désignant la projection de la pornographie dans le champ philosophique. Il apparaît en 1967 dans son analyse de La Vénus à la fourrure de Leopold von Sacher-Masoch : Présentation de Sacher-Masoch : La Vénus à la fourrure.

## Censure productive
Mehdi Belhaj Kacem évoque une pornologie post-moderne, une pensée de la pornographie qui tient compte du support de la pornographie (presse, DVD, internet), ainsi que la visibilité des pornographies minoritaires (homosexualité, masochisme, BBW, fétichisme...), considérant la pornographie hétérosexuelle comme censure productive[pas clair].

## Sources
- Gilles Deleuze, Présentation de Sacher-Masoch, suivie du texte intégral de La Vénus à la fourrure, Les Éditions de Minuit, Paris, 1967,  (ISBN 2-7073-0332-1).
- Patrick Baudry, La Pornographie et ses images, Armand Colin, 1997 ; 2e édition Press-Pocket, 2001.
- Pornographies n°2/5, « La pornologie», émission de France Culture du 24 janvier 2006. Invité : Mehdi Belhaj Kacem.